# Касотано (Ђенова)
Касотано је насеље у Италији у округу Ђенова, региону Лигурија.
Према процени из 2011. у насељу је живело 6 становника. Насеље се налази на надморској висини од 355 м.